# Ernst Johan Londicer
Ernst Johan Londicer, född i Stockholm 1717, död 1763, var en svensk organist, verksam i Hovkapellet 1728-1750. 
Londicer var son till den tysk-baltiske organisten Georg Johan Londicer (död 1733) från Reval, som från 1714 var hovmusiker i Hovkapellet, och Margareta Helena Spiel. Londicer undervisades av sin far och betraktades i Sverige som ett musikaliskt underbarn. Han undervisades även av organisten i Jacobs kyrka, David Kellner. Vid åtta års ålder "slog han Stockholms musikvärld med häpnad" då han framförde en orgelkonsert i Jacobs kyrka på Ulrika Eleonoras namnsdag, Ulrikadagen, den 4 juli 1725.  Den 7 maj 1728 utnämndes "Lilla Londicer" till hovkapellist vid elva års ålder med en lön på 100 daler silvermynt. Åren 1728–1730 studerade han musik på drottningens bekostnad i Kassel, där han undervisades av det hessiska hovets ansedda kapellmästare och klaverist Fortunato Chelleri som 1732-34 var verksam vid Fredrik I:s hov i Stockholm. Vid återkomsten till Sverige blev han organist i Maria Magdalena församling 1730 och fick full lön vid Hovkapellet 1733. 
Londicer skaffade sig som vuxen ett allt sämre rykte; han var alkoholist och ska vid flera tillfällen ha arresterats, även om det inte ledde till någon rättegång. År 1749 sattes han i arrest för hustrumisshandel. På grund av sitt dåliga rykte avskedades han från sin tjänst i Maria församling och avstängdes med lön från Hovkapellet år 1750. Han förlorade dock inte formellt sin tjänst förrän strax före sin död. 